# 주앙 3세
주앙 3세(João III, 1502년 6월 6일 ~ 1557년 6월 11일)는 포르투갈의 15대 국왕이다. 마누엘 1세의 아들로, 어머니는 마누엘 1세의 두 번째 왕비인 페르난도 2세와 이사벨 1세의 딸 아라곤의 마리아다. 이복형 미겔의 요절로 왕위계승자가 되어, 19세의 나이로 왕위에 올랐다. 1525년 사촌 여동생 카탈리나 데 아우스트리아와 결혼했다. 아버지 마누엘 1세 때 이미 포르투갈은 인도 항로를 개척하고 브라질을 영토로 편입시켰는데, 주앙 3세의 재위 중 아프리카와 아시아에도 영토를 확장함으로써 거대한 제국을 이룩할 수 있었다. 이러한 넓은 영토를 통해 향신료 등 식료품의 무역을 독점하였고, 예수회 선교사들을 식민지로 파견해 주민들에게 포교를 하도록 했다. 프란치스코 하비에르는 주앙 3세의 의뢰로 인도에 파견되어 선교를 행하기도 했다. 주앙 3세는 1557년 심장마비로 사망했고 제로니모스 수도원에 묻혔다. 카탈리나와의 사이에서 얻은 아홉 명의 자식들이 모두 주앙 3세보다 먼저 죽었기 때문에 손자 세바스티앙이 왕위를 계승했다.

## 자녀
- 아폰수(1526년)
- 마리아 마누엘라(1527~1545) 스페인 왕비(펠리페 2세와 결혼)
- 이자벨(1528~1529)
- 베아트리스(1530)
- 마누엘(1531~1537)
- 필리프(1533~1539)
- 디니스(1535~1537)
- 주앙 마누엘(1537~1554) : 세바스티앙의 아버지
- 안토니오(1539~1540)

| 전임 마누엘 1세 | 포르투갈 국왕 1521년 12월 13일 ~ 1557년 6월 11일 | 후임 포르투갈의 세바스티앙 |